# Железнодорожные станции Буркина-Фасо
Сетка железных дорог и железнодорожных станций в Буркина-Фасо не развита, но продолжает развиваться.

## Существующие железнодорожные линии
- Ванголодугу (в  Кот-д'Ивуаре) —  Банфора —  Бобо-Диуласо —  Кудугу —  Уагадугу
- Уагадугу —  Зиниаре —  Бусума —  Кая (конечная) -  Дори (строющ.) —  Тамбао (проект)[1]

Строящаяся линия на Дори и Тамбао предназначена для перевозки марганцевых руд месторождения в окрестностях Тамбао. Мировая добыча марганцевых руд составляет 24 млн т., а месторождение Тамбао в перспективе способно давать до 1 млн т. руды в год.

## Планирующиеся линии
- Кудугу —  Боромо —  Дано —  Уэсса —  граница  — Амиль ( Гана)

## Карты
- Дорога еще не прошла Каю
- Дорога уже прошла Каю
- По данным Атласа офицера дорога прошла Каю, участок до города Тамбао показан как строящийся.